# Холокост в Жлобинском районе
Холокост в Жло́бинском районе — систематическое преследование и уничтожение евреев на территории Жлобинского района Гомельской области оккупационными властями нацистской Германии и коллаборационистами в 1941—1944 годах во время Второй мировой войны, в рамках политики «Окончательного решения еврейского вопроса» — составная часть Холокоста в Белоруссии и Катастрофы европейского еврейства.

## Геноцид евреев в районе
Жлобинский район был полностью оккупирован немецкими войсками в августе 1941 года, и оккупация продлилась более трёх лет — до июля 1944 года. Нацисты включили Жлобинский район в состав территории, административно отнесённой к зоне армейского тыла группы армий «Центр». Комендатуры — полевые (фельдкомендатуры) и местные (ортскомендатуры) — обладали всей полнотой власти в районе.
Для осуществления политики геноцида и проведения карательных операций сразу вслед за войсками в район прибыли карательные подразделения войск СС, айнзатцгруппы, зондеркоманды, тайная полевая полиция (ГФП), полиция безопасности и СД, жандармерия и гестапо.
Во всех крупных деревнях района были созданы районные (волостные) управы и полицейские гарнизоны из коллаборационистов.
Одновременно с оккупацией нацисты и их приспешники начали поголовное уничтожение евреев. «Акции» (таким эвфемизмом гитлеровцы называли организованные ими массовые убийства) повторялись множество раз во многих местах. В тех населенных пунктах, где евреев убили не сразу, их содержали в условиях гетто вплоть до полного уничтожения, используя на тяжелых и грязных принудительных работах, от чего многие узники умерли от непосильных нагрузок в условиях постоянного голода и отсутствия медицинской помощи.
За время оккупации практически все евреи Жлобинского района были убиты, а немногие спасшиеся в большинстве воевали впоследствии в партизанских отрядах.

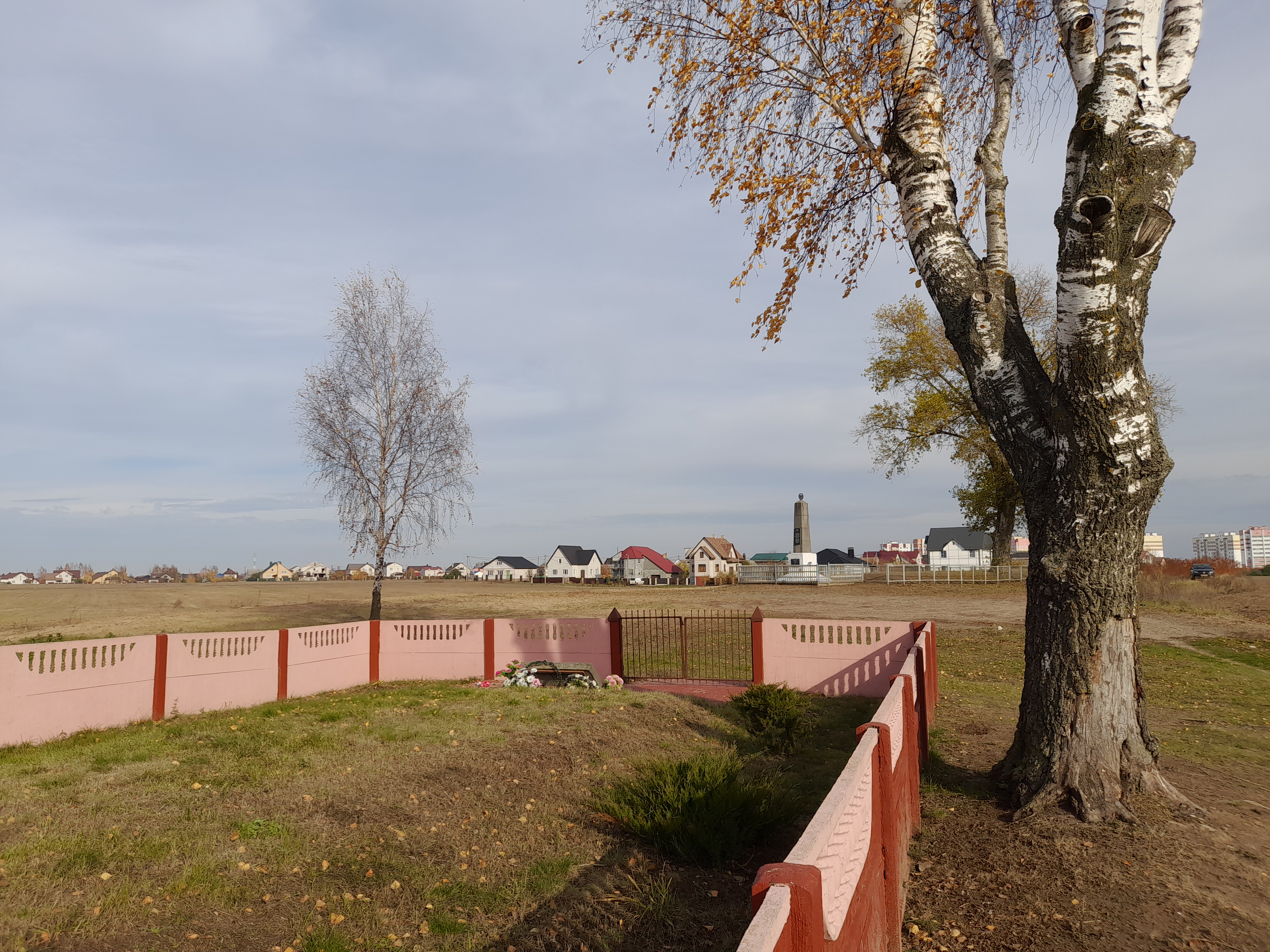
Памятники убитым евреям Жлобина и Стрешина

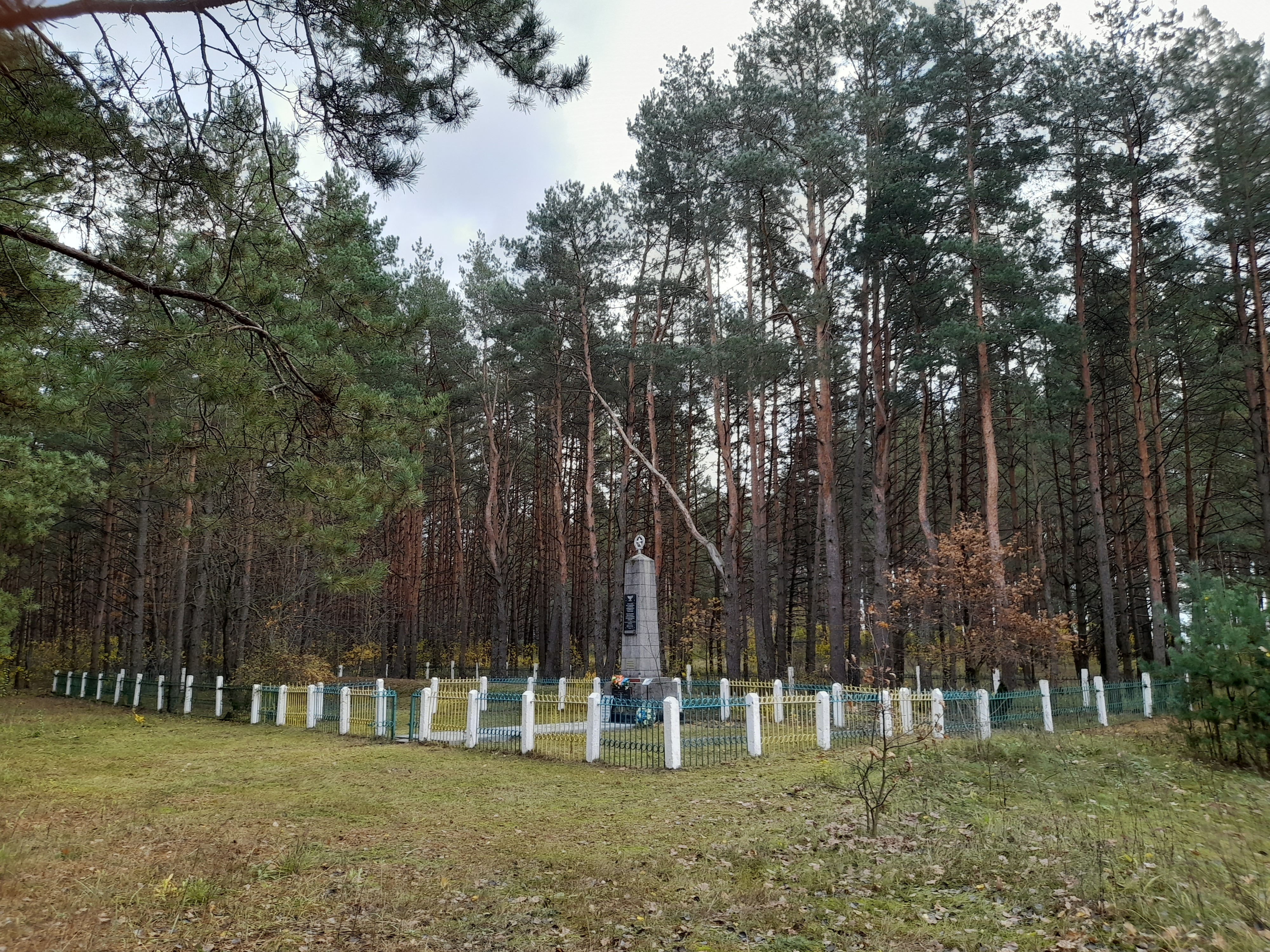
Памятник убитым евреям Щедрина

## Гетто
Оккупационные власти под страхом смерти запретили евреям снимать желтые латы или шестиконечные звезды (опознавательные знаки на верхней одежде), выходить из гетто без специального разрешения, менять место проживания и квартиру внутри гетто, ходить по тротуарам, пользоваться общественным транспортом, находиться на территории парков и общественных мест, посещать школы.
Реализуя нацистскую программу уничтожения евреев, немцы создавали гетто почти во всех городах и населённых пунктах Беларуси, где проживало еврейское население. Так и в Жлобинском районе оккупанты организовали 4 гетто:
- в двух гетто города Жлобин (сентябрь 1941 — 12 апреля 1942) были замучены и убиты минимум 2000 евреев.
- в гетто деревни Щедрин (лето 1941 — 10 марта 1942) погибли минимум 1000 евреев.
- в гетто посёлка Стрешин (сентябрь 1941 — 14 апреля 1942) были убиты около 480 евреев.

## Случаи спасения и «Праведники народов мира»
В Жлобинском районе 13 человек были удостоены почетного звания «Праведник народов мира» от израильского мемориального института «Яд Вашем» «в знак глубочайшей признательности за помощь, оказанную еврейскому народу в годы Второй мировой войны»:
- Ануфриевы Гавриил и Кристина — спасали Зайцеву Нину и Анну в деревне Святое[13];
- Демовы Яков, Федора, Николай и Павлова (Демова) Ольга — спасали Пинкуса Григория в деревне Ново-Мазолово (ныне не существующая) в районе деревни Ректа[14];
- Кулешевская Екатерина — спасала Кагана Григория в деревне Красная Слобода[15];
- Петрашко Ядвига и Хомутова (Петрашко) Александра — спасали Аксельрод Софью и её дочь Беллу в Щедрине[16];
- Ревякова Александра и Маковская Тина — спасали Маковского (Глаговского) Бориса, Соркину Ольгу, Горевую Надежду и её сына Валерия в Жлобине[8][17][18];
- Семешкины Григорий и Феоктиста — спасали Зайцеву Анну в деревне Святое[19].

## Память
Опубликованы неполные списки жертв геноцида евреев в Жлобинском районе.
Памятники убитым евреям района установлены в Жлобине (с надписью на идише) и в Щедрине.